# Dramur
Dramur war eine rumänische Masseeinheit. Je Region unterschied sich das Maß geringfügig. Es war die rumänische Drachme.
- Allgemein 1 Dramur = 1/100 Litra = 3,2 Gramm
- Dobrudscha 1 Ocana/Unze = 400 Dramuri = 6400 Caraturi = 1,283 Kilogramm
- Walachei 1 Ocana = 400 Dramuri = 1 600 Tenchiuri = 1,272 Kilogramm
- Moldau 1 Ocana = 400 Dramuri = 1 600 Tenchiuri = 1,281 Kilogramm